# Бал (напиток)
Бал (бал, әсе бал, асы бал) — традиционный башкирский хмельной напиток. 

## История
Бал является напитком к праздничному столу. Традиционно бочонок с балом входил в состав подарков жениха; для сватов и гостей напиток подавали в резной кадочке. Изготавливался чаще там, где занимались бортничеством и пчеловодством (северные и горно-лесные районы Башкортостана).

## Состав
Мёд — 25 г, перец чёрный, лавровый лист, имбирь — 1 г, корица — 5 г, гвоздика — 7 г, вода — 200 г.

## Изготовление
Напиток бал готовят из разведённого водой и заквашенного мёда. Закваска — ячменный или ржаной солод с хмелем. В закваску добавляют проращённые зёрна проса или пшеницы. 
Воду доводят до кипения, кладут имбирь, корицу, гвоздику, перец, лавровый лист, затем снимают с плиты, закрывают крышкой и дают постоять 5—10 минут, добавляют мёд, размешивают и процеживают. Подают в горячем виде.
Похожий напиток распространён в кухне марийцев, мордвы, русских, татар и других.